# Сім місяців Маалі Алмейди
«Сім місяців Маалі Алмейди» (The Seven Moons of Maali Almeida) — роман шріланкійського письменника Шехана Карунатілаки опублікований 4 серпня 2022 року у невеликому незалежному британському видавництві «Sort of books». Книга здобула міжнародне визнання та отримала Букерівську премію того ж року. Попередня версія роману під назвою «Chats with the dead» вперше була опублікована у 2020 році видавництвом Hamish Hamilton, підрозділом Penguin Random House India.

## Сюжет
Події розгортаються в охопленому громадянською війною Коломбо 1990-х років, де головний герой — фотограф Маалі Алмейда — прокидається мертвим у потойбічній "залі очікування" та має сім місяців, щоб з'ясувати обставини своєї смерті і донести до світу правду через приховані фотографії. Роман поєднує чорний гумор, містицизм, соціальну сатиру, а також критику релігійного фанатизму, корупції й насильства. Це не просто детектив, а філософська розповідь про життя, смерть, любов і відповідальність.

## Передумови та публікації
Свій другий роман Карунатілака написав у різних версіях з різними назвами. Коли перша редакція увійшла до шорт-листа Премії Гратьяєн в 2015 році, вона називалася «Танець Диявола». Пізніше, в 2020 році, проєкт був опублікований на індійському субконтиненті під назвою «Бесіди з мертвими» видавництвом Hamish Hamilton, що належить Penguin Books Limited. Карунатілака намагався знайти міжнародного видавця для роману, оскільки більшість вважала політику Шрі-Ланки «езотеричною та заплутаною», а дехто гадав, що «міфологія і побудова світу будуть занадто незрозумілими та складними для західних читачів». Незалежне британське видавництво Sort of Books погодилося видати роман після редагування, щоб «зробити його більш знайомим для західних поціновувачів». Карунатілака переробляв твір ще протягом двох років, бо публікація була відкладена через пандемію COVID-19. Він казав: «Я б міг припустити, що це та сама книга, але вона отримала переваги завдяки дворічному доопрацюванню і стала більш доступною. Трохи заплутано мати одну й ту саму книгу з різними назвами, але я думаю, що в підсумку саме «Сім місяців Маалі Алмейди» буде остаточною назвою». 

## Відгуки
Роман «Сім місяців Маалі Алмейди» (The Seven Moons of Maali Almeida) отримав Букерівську премію 2022 року. Про це було оголошено на церемонії в The Roundhouse в Лондоні 17 жовтня 2022 року, а нагороду автору вручила королева Камілла.
Журі, до складу якого входили Ніл Макгрегор (голова), Шахіда Барі, Гелен Кастор, Майкл Джон Гаррісон і Ален Мабанку, зазначило, що роман «вирує енергією, образністю та ідеями, створюючи широку, сюрреалістичну картину громадянських воєн у Шрі-Ланці. Хитро і гнівно комічний».

## Огляд рецензій
За даними Book Marks, роман отримав загалом «позитивну» оцінку на основі десяти рецензій: чотири з них були «захопленими», п’ять «позитивними» і одна «змішаною».
У випуску журналу Bookmarks за січень-лютий 2023 року книзі поставили оцінку чотири з п’яти. У критичному огляді журналу зазначено: «Якщо інколи роман здається трохи перевантаженим, він водночас є «оригінальним, захопливим, сповненим уяви, політичним, загадковим, романтичним». Очевидно, чому саме ця книга отримала Букерівську премію».
Роман «Сім місяців Маалі Алмейди» (The Seven Moons of Maali Almeida) Чарлі Коннеллі у The New European охарактеризував як «частково історія про привидів, частково детектив, частково політична сатира … чудова книга про Шрі-Ланку, дружбу, горе та потойбічне життя».
The Sydney Morning Herald  виніс такий вердикт: «Він має ту ж похмуру силу, що й «Архіпелаг ГУЛАГ» Олександра Солженіцина, але, на відміну від цього великого твору, вражає своєю безперервною, приголомшливою іронією».
У рецензії The New York Times Ренді Боягода зазначив, що роман «пропонує читачам дуже вдало збалансоване поєднання літературних, політичних та етичних викликів, задоволень і підтверджень, зокрема відчуття актуальності».
Literary Review зауважив: «Дотепна, винахідлива і зворушлива проза Карунатілаки зовсім позбавлена кліше. І попри зовнішній цинізм його іронічного оповідача, це моральна книга, яка уникає спрощеного моралізаторства, властивого багатьом сучасним творам».
Описуючи роман як «блискучий», TLS  додав: «Він безладний і хаотичний в усіх найкращих сенсах. Крім того, його приємно читати: Карунатілака пише з тонким, сухим гумором і бездоганним відчуттям ритму прози».
Оглядач Financial Times  підсумував: ««Сім місяців Маалі Алмейди» – це амбітний роман, епічний за масштабом (поєднує елементи трилера, детективу та магічного реалізму) і потужне відтворення жорстокого минулого Шрі-Ланки».

## Вплив і значення
Роман «Сім місяців Маалі Алмейди» (The Seven Moons of Maali Almeida) привернув значну увагу не тільки через отримання Букерівської премії, а й завдяки актуальності тем, які він порушує. Його сюрреалістичне зображення громадянської війни у Шрі-Ланці викликало дискусії щодо переосмислення історичних подій, пам'яті про жертв конфлікту та механізми політичного насильства.
Книга отримала широку читацьку аудиторію за межами Шрі-Ланки та Азії. Таким чином, роман не лише здобув високі оцінки критики, а й зробив внесок у глобальне розуміння наслідків політичного насильства, використовуючи унікальну форму оповіді та жанрове поєднання.  

## Покликання
1. Оголосили лауреата Букерівської премії 2022 року